# 孔特 (汝拉省)
孔特（法語：Conte，法語發音：[kɔ̃t]）是法国汝拉省的一个市镇，属于隆斯勒索涅区。

## 地理
孔特（46°44'54"N, 6°0'3"E）面积3.32 平方千米，位于法国勃艮第-弗朗什-孔泰大區汝拉省，该省份为法国东部内陆省份，北起上索恩省，西北接科多尔省，西临索恩-卢瓦尔省，南至安省，东与杜省和瑞士接壤。
与孔特接壤的市镇（或旧市镇、城区）包括：杜瓦、沙朗西、拉法维耶尔、吉卢瓦、诺兹鲁瓦、锡罗。

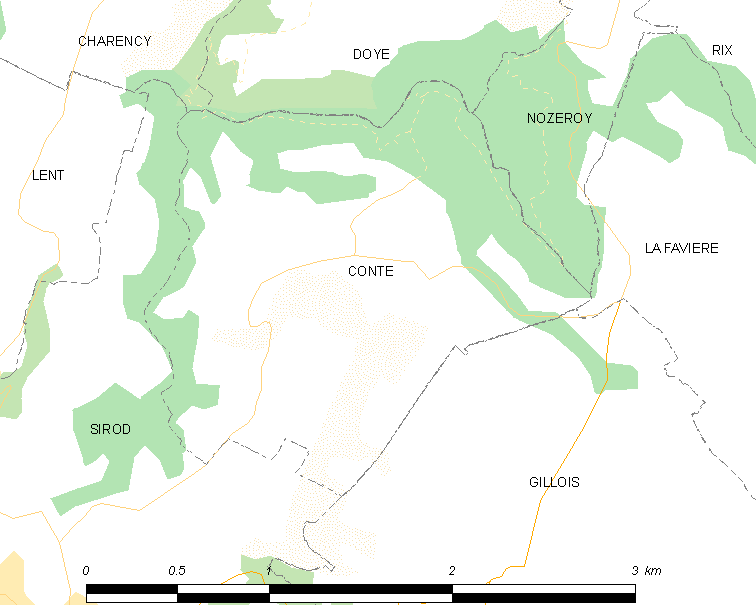
的OSM定位图

孔特的时区为UTC+01:00、UTC+02:00（夏令时）。

## 行政
孔特的邮政编码为39300，INSEE市镇编码为39165。

## 政治
孔特所属的省级选区为圣洛朗昂格朗沃县。

## 人口

1962-2008年间人口变化图示

孔特于2022年1月1日时的人口数量为58人。